# الأخبار الطوال
الأخبار الطوال كتاب للمؤلف أبو حنيفة الدينوري، هو العلامة ذو الفنون أحمد بن داود بن وتند الدينوري النحوي، كان لغوياً مهندساً حاسباً. يعد الكتاب منبعا ثريًا لجمع العديد من المعارف حول تاريخ الأسكندر ودولة الساسانيين، وفتوح العراق، وما وقع بين علي ومعاوية، وأخبار الخوارج، ومقتل الحسين وفتن الأزارقة، وفتنة المختار، وسقوط الأمويين، ومكائد العلويين، وخاصة في خراسان أثناء تناوله تاريخ الخلفاء.

## مواضيع الكتاب
يبدأ الكتاب بالحديث عن أولا آدم وأنهم تفرقوا في الأرض بعد أن كثروا ووقع بينهم التنازع، ثم يذكر الأنبياء إلى النبي إسماعيل بإشارات موجزة، ثم يدخل في التاريخ الإسلامي الفارسي، فيؤرخ لملوكهم ويذكر من كان يعاصرهم في جزيرة العرب، وفي بلاد الروم خاصة الإسكندر الروماني، ويسترسل في التاريخ الفارسي ويورد معلومات مفصلة وواسعة عن التاريخ الفارسي إذا قورنت مع ما يورده بقية المؤرخين المسلمين، وهو يذكر تاريخ المناطق المجاورة من خلال هذا التاريخ، ويشير إشارة موجزة في أسطر إلى مولد الرسول محمد وبعثته وعدد سنوات لبثه في مكة والمدينة ثم وفاته.
ثم لا يذكر شيئاً من تاريخ الخلفاء الراشدين، ولا الأحداث الداخلية في جزيرة العرب مثل حروب الردة، وإنما يذكر الفتوحات الإسلامية في بلاد فارس دون غيرها من الفتوحات في الشام ومصر والمغرب، ويتتبع الأحداث في بلاد الفرس حتى سقوط آخر ملوكهم يزدجرد ومقتله في سنة 30 هـ. بعد ذلك يلتفت للأحداث والفتن المؤلمة التي وقعت بين المسلمين، فيتتبعها بنفس طويل وتفصيل كبير، فيذكر مقتل عثمان، وبيعة علي بن أبي طالب في إشارة موجزة، ثم يفصل في معركة الجمل وصفين وظهور الخوارج، ومقتل علي على أيديهم، وبيعة الحسن ومقتل الحسن، ويفصل في ذلك تفصيلاً دقيقاً. ثم يتعرض للحديث عن دعوة عبد الله بن الزبير، وفتنة المختار بن أبي عبيد، وثورة ابن الأشعث، وثورات الخوارج المتعددة، ودور المهلب بن أبي صفرة في حربهم، ويذكر الخلفاء الأمويين من خلال الأحداث الداخلية في الدولة الإسلامية، ثم يؤرخ لظهور الدعوة العباسية وتعاظمها حتى سقوط الدولة الأموية، ثم يؤرخ للخلفاء العباسيين حتى وفاة المعتصم بن الرشيد سنة 227 هـ، ويقف عند هذا التاريخ مع أنه قد عاش إلى سنة 282 هـ.